# Аполлонівська сільська рада
Аполло́нівська сільська́ ра́да — адміністративно-територіальна одиниця та орган місцевого самоврядування в Сахновщинському районі Харківської області. Адміністративний центр — село Аполлонівка.

## Загальні відомості
- Територія ради: 61,69 км²
- Населення ради: 675 осіб (станом на 2001 рік)
- Територією ради протікає річка Оріль.

## Населені пункти
Сільській раді підпорядковані населені пункти:
- с. Аполлонівка
- с. Красна Гірка
- с. Лесівка
- с. Миколаївка
- с. Червона Долина

## Склад ради
Рада складається з 14 депутатів та голови.
- Голова ради: Яновська Ліна Станіславівна
- Секретар ради: Шавлак Алла Василівна

### Керівний склад попередніх скликань
| Прізвище, ім'я, по батькові   | Основні відомості                                                                       | Дата обрання | Дата звільнення |
| ----------------------------- | --------------------------------------------------------------------------------------- | ------------ | --------------- |
| Іващенко Віктор Володимирович | Сільський голова, 1956 року народження, освіта вища, член Соціалістичної партії України | 26.03.2006   | 31.10.2010      |
| Іващенко Віктор Володимирович | Сільський голова, 1956 року народження, освіта вища, член Партії регіонів               | 31.10.2010   | 15.05.2013      |
| Яновська Ліна Станіславівна   | Сільський голова, 1968 року народження, освіта вища, член Партії регіонів               | 15.12.2013   |                 |

Примітка: таблиця складена за даними сайту Верховної Ради України

### Депутати
За результатами місцевих виборів 2010 року депутатами ради стали:

#### За суб'єктами висування
| Суб'єкт висування                                       | Кількість обраних депутатів | %    |
| ------------------------------------------------------- | --------------------------- | ---- |
| Партія регіонів                                         | 8                           | 57,1 |
| Політична партія Всеукраїнське об'єднання «Батьківщина» | 2                           | 14,3 |
| Самовисування                                           | 2                           | 14,3 |
| Комуністична партія України                             | 1                           | 7,1  |
| Політична партія «Сильна Україна»                       | 1                           | 7,1  |

#### За округами
| № округу                                                | Прізвище, ім'я, по батькові    | Дата визнання обраним | Освіта             | Партійна приналежність                        | Відомості про обраного депутата                       |
| ------------------------------------------------------- | ------------------------------ | --------------------- | ------------------ | --------------------------------------------- | ----------------------------------------------------- |
| Комуністична партія України                             |                                |                       |                    |                                               |                                                       |
| 5                                                       | Малій Володимир Олексійович    | 02.11.2010            | середня            | позапартійний                                 | тимчасово не працює                                   |
| Партія регіонів                                         |                                |                       |                    |                                               |                                                       |
| 1                                                       | Шавлак Алла Василівна          | 02.11.2010            | середня спеціальна | член Партії регіонів                          | Аполлонівська сільська рада, секретар                 |
| 2                                                       | Кулик Віталій Петрович         | 02.11.2010            | вища               | член Партії регіонів                          | Аполлонівська загальноосвітня школа, вчитель          |
| 3                                                       | Шавлак Світлана Миколаївна     | 02.11.2010            | середня спеціальна | член Партії регіонів                          | Аполлонівська сільська рада, головний бухгалтер       |
| 4                                                       | Дроздова Тетяна Миколаївна     | 02.11.2010            | вища               | позапартійна                                  | Аполлонівська загальноосвітня школа, директор         |
| 7                                                       | Богомаз Ольга Володимирівна    | 02.11.2010            | середня            | позапартійна                                  | тимчасово не працює                                   |
| 9                                                       | Яркова Валентина Анатоліївна   | 02.11.2010            | середня            | член Партії регіонів                          | Аполлонівське відділення зв'язку, листоноша           |
| 11                                                      | Торко Вікторія Миколаївна      | 02.11.2010            | середня спеціальна | член Партії регіонів                          | Аполлонівська сільська рада, спеціаліст               |
| 13                                                      | Торко Володимир Васильович     | 02.11.2010            | середня            | позапартійний                                 | ПМК-19, водій                                         |
| Політична партія Всеукраїнське об'єднання «Батьківщина» |                                |                       |                    |                                               |                                                       |
| 10                                                      | Грузінов Сергій Леонідович     | 02.11.2010            | вища               | позапартійний                                 | фермерське господарство «Грузинов» свинарний комплекс |
| 14                                                      | Болдіжар Наталія Олександрівна | 02.11.2010            | середня спеціальна | член Всеукраїнського об'єднання «Батьківщина» | Аполлонівська загальноосвітня школа, вчитель          |
| Політична партія «Сильна Україна»                       |                                |                       |                    |                                               |                                                       |
| 6                                                       | Кибенко Сергій Володимирович   | 02.11.2010            | середня спеціальна | позапартійний                                 | самозайнята особа                                     |
| Самовисування                                           |                                |                       |                    |                                               |                                                       |
| 8                                                       | Посікан Віктор Миколайович     | 02.11.2010            | середня спеціальна | позапартійний                                 | Аполлонівська загальноосвітня школа, кочегар          |
| 12                                                      | Канцедал Світлана Василівна    | 02.11.2010            | середня            | позапартійна                                  | тимчасово не працює                                   |